# Danuta Trusiewicz
Danuta Trusiewicz (ur. 1926, zm. 16 maja 2021) – polska specjalistka chorób oczu, prof. zw. dr hab. n. med.

## Życiorys
W 1951 ukończyła studia w Akademii Medycznej w Łodzi. Obroniła pracę doktorską, następnie uzyskała stopień doktora habilitowanego. W 1976 nadano jej tytuł profesora w zakresie nauk medycznych.
Została zatrudniona w Centrum Naukowym Medycyny Kolejowej.